# Malloewia neglecta
Malloewia neglecta är en tvåvingeart som först beskrevs av Becker 1912.  Malloewia neglecta ingår i släktet Malloewia och familjen fritflugor. Inga underarter finns listade i Catalogue of Life.